# Кэтфиш Кит
Кэтфиш Кит (англ. Catfish Keith), настоящее имя Кит Дэниел Козачик (англ. Keith Daniel Kozacik); 9 февраля 1962 года, Ист-Чикаго, Индиана, США)  —  американский блюзовый гитарист, певец, автор песен. Номинант Blues Music Awards в номинациях «Альбом акустического блюза» (1996, 2018, 2020, 2022, 2024), «Исполнитель акустического блюза» (2021, 2024) . Наиболее известен как исполнитель на «резонаторной» гитаре

## Биография
Кит Дэниел Козачик родился в Индиане в 1962 году. У него славянские корни: его бабушка по отцу — полька, а отец — словак . Оба родителя были школьными учителями. В шестилетнем возрасте его семья переехала в Давенпорт. Блюзом увлёкся слушая по радио чикагских блюзменов Бадди Гая, Хаулина Вулфа и Мадди Уотерса, но став в подростковом возрасте обладателем гитары, в большей степени переключился на блюзменов дельта-блюза, таких как Сон Хаус, а затем и к другим: Блайнд Вилли Джонсону, Чарли Паттону, Лонни Джонсону и другим. С 16 лет уже давал концерты . В 18-летнем возрасте заказал гитару National Duolian 1930 года со стальным корпусом, и с тех пор предпочитает именно такой тип гитар (а на этой, постепенно ржавеющей гитаре музыкант играл до 1998 года  наряду с Nick Lucas Special, старым Gibson 1926 года  ). Старшую школу заканчивал в Давенпорте, по её окончании принялся путешествовать по США, перенимая опыт музыкантов; также с 1982 года жил на Карибских островах. Своё прозвище Catfish (рус. Сом) получил от своего партнёра по рыболовецкому бизнесу на Карибах, который называл его «Catfish-Swimmin'-Around» и «Catfish-Steel-Guitar-Man».
В 1984 году выпустил свой дебютный альбом и продолжил путешествовать, гастролируя и набираясь навыков игры у Джесси Мэй Хемфилл, Генри Таунсенда, Джонни Шайнса и Дэвида «Ханибоя» Эдвардса. В 1988 году женился и в 1990 году основал собственный лейбл Fish Tail Records.  C 1991 года с успехом гастролирует и в Европе. Альбом 1995 года Fresh Catfish был номинирован на Blues Music Awards в номинации «Альбом акустического блюза»; в дальнейшем альбомы музыканта несколько раз номинировались на эту награду. В 2019 году его альбом Reefer Hound: Viper Songs Revisited получил награду «Акустический альбом года» по версии Blues Blast Music Awards; ту жен премию получили альбомы Catfish Crawl и  Blues at Midnight, а сам музыкант был признан лучшим гитаристом, играющим на акустической гитаре (2022) . Регулярно записывается и активно гастролирует при помощи своей жены, одновременно и менеджера музыканта, по сей день. 
Введён в Зал славы музыки Айовы (2008).
«Несмотря на то, что Catfish пропитан традициями Дельты, его собственный звук выделяется как исключительно уникальный…Catfish часто настраивает свою гитару ниже, чтобы обеспечить мощные бенды струн, использует различные техники гармонической гитары, редко используемые в блюзе, и играет с щёлканьем струн для ритмического эффекта. В некоторых из его работ ощущается карибское влияние» 
«Послушайте любой альбом Catfish Keith, и вы довольно быстро поймете, какой он потрясающе хороший гитарист, играющий пальцами сложные рисунки и звучащий так, будто в игре участвуют три гитары, а не одна» . 
«Что я нахожу самым интересным в Catfish Keith, так это то, что он, хоть и не рос в блюзовой среде, может написать акустическую блюзовую песню, которая неотличима от большинства старых народных блюзовых песен…волшебство, с которым другие белые артисты, такие как Рори Блок и Джон Хэммонд испытывают трудности, хотя как раз они оба выросли среди легендарных блюзовых исполнителей» .

## Дискография
| Год  | Название                                               | Лейбл                |
| ---- | ------------------------------------------------------ | -------------------- |
| 1984 | Catfish Blues                                          | Kicking Mule Records |
| 1991 | Pepper in My Shoe                                      | Orchard Records      |
| 1992 | Jitterbug Swing                                        | Orchard Records      |
| 1993 | Cherry Ball                                            | Fish Tail Records    |
| 1995 | Fresh Catfish                                          | Orchard Records      |
| 1997 | Twist It Babe!                                         | Orchard Records      |
| 1999 | Pony Run                                               | Orchard Records      |
| 2001 | A Fist Full of Riffs                                   | Solid Air Records    |
| 2003 | Rolling Sea                                            | Fish Tail Records    |
| 2005 | Sweet Pea                                              | Fish Tail Records    |
| 2007 | If I Could Holler                                      | Fish Tail Records    |
| 2008 | Live at the Half Moon                                  | CD Baby              |
| 2011 | A True Friend is Hard To Hard – A Gospel Retrospective | CD Baby              |
| 2011 | Put on a Buzz                                          | CD Baby              |
| 2013 | Honey Hole                                             | Fish Tail Records    |
| 2017 | Mississippi River Blues                                | Fish Tail Records    |
| 2018 | Reefer Hound: Viper Songs Revisited                    | Fish Tail Records    |
| 2019 | Catfish Crawl                                          | Fish Tail Records    |
| 2020 | Blues at Midnight                                      | Fish Tail Records    |
| 2024 | Shake Me Up                                            | CD Baby              |